# Шарансе
Шарансе́ (фр. Charencey) — коммуна во Франции, находится в регионе Бургундия. Департамент коммуны — Кот-д’Ор. Входит в состав кантона Венаре-Ле-Лом. Округ коммуны — Монбар.
Код INSEE коммуны — 21144.

## Население
Население коммуны на 2010 год составляло 29 человек.
| 1962 | 1968 | 1975 | 1982 | 1990 | 1999 | 2010 |
| ---- | ---- | ---- | ---- | ---- | ---- | ---- |
| 77   | 61   | 38   | 35   | 28   | 32   | 29   |

## Экономика
В 2010 году среди 20 человек трудоспособного возраста (15—64 лет) 15 были экономически активными, 5 — неактивными (показатель активности — 75,0 %, в 1999 году было 70,0 %). Из 15 активных жителей работали 13 человек (8 мужчин и 5 женщин), безработных было 2 (0 мужчин и 2 женщины). Среди 5 неактивных 2 человека были учениками или студентами, 2 — пенсионерами, 1 был неактивным по другим причинам.